# قمل الجسم
قمل الجسم (الاسم العلمي: Pediculus humanus humanus)، يُطلق عليها أحيانًا اسم (Pediculus humanus corporis) هي قملة تؤرق الإنسان. وحالة الإصابة بقمل الرأس أو قمل الجسم، أو القمل العام تعرف باسم داء التقمل.

## الأصل
تطوّرت قملة الجسم من قملة الرأس منذ حوالي 100,000 عام مضت، ربما من وقت نشأة الملابس.

## علم الحشرات وعلم الأمراض
لا يمكن التفريق في الشكل بين قمل جسم الإنسان (Pediculus humanus humanus) (قملة الجسم) وقمل رأس الإنسان (Pediculus humanus capitis) (قملة الرأس) وسوف تهجن تحت الظروف المختبرية. ومع ذلك فإنه لا تهجن السلالتان الفرعيتان ولا تحتل أماكن من بيئاتٍ مختلفة في أوضاعها الطبيعية. وقمل الجسم بشكلٍ خاص يتطور ليلصق بيضه بالملابس، بينما يعلق قمل الرأس بيضه في جذور الشعر.
يضع قمل الجسم بيضه على طبقات الملابس أو بالقرب منها. ويجب أن يتغذى قمل الجسم على الدم وغالبًا ما تتحرك للجلد فقط لتتغذى. يوجد قمل الجسم في كل أنحاء العالم ويصيب الناس من كل الأجناس. يمكن للإصابة بقمل الجسم أن تنتشر بسرعة في ظروف ازدحام المعيشة حيث الأماكن التي تفتقر للنظافة (المشردين، واللاجئين، وضحايا الحرب والكوارث الطبيعية). في الولايات المتحدة، تعد الإصابة بقمل الجسم أمراً نادرًا، وعادةً ما توجد بشكل رئيسي في التجمعات السكانية المؤقتة المشردة والتي لا تمتلك القدرة على الاستحمام أو التغيير الانتظامي للملابس النظيفة. ومن غير المتوقع أن تصل الإصابة إلى أي شخص يستحم بانتظامٍ ولديه إمكانية التغيير لملابس ولفُرُش منتعشة ومغسولة.
تنتشر قملة الجسم من خلال التلامس المطول والمباشر مع شخص مصاب بها أو من خلال التلامس مع أشياء كانت متصلة بشخصٍ مصاب مثل: الملابس، أو الأسِرّة، أو مفارش الأسرّة، أو الفوط.
ويعتبر قمل الجسم مزعجًا في حد ذاته كما أنه يسبب حكة شديدة. كما يعتبرون ناقلة (مرسلة) أمراض أخرى. فيمكن لقمل الجسم أن ينشر التيفوس الوبائي وحمى الخنادق والحمى الراجعة المنقولة بالقمل. وبالرغم من أن التيفوس (الوبائي) المنقول بالقمل لم يعد واسع الانتشار، إلا أن انتشار ذلك المرض ما زال واقعًا في أوقات الحروب، أو الاضطرابات المدنية، أو الكوارث الطبيعية التي يتسبب الإنسان فيها، أو في السجون حيث يعيش الناس سويًا في ظروفٍ غير صحية. وما زال يوجد التيفوس المنقول بالقمل في الأماكن التي يمنعها المناخ، أو الفقر المزمن، أو العادات الاجتماعية، أو الحروب، أو الانتفاضة الاجتماعية من الغسيل والتغيير المنتظمين للملابس.

### مراحل الحياة
لقمل الجسم ثلاثة أشكال: البيضة (و تسمى أيضًا الصُؤَابَة)، والحوريات، والقمل البالغ.
1. الصؤبان هو بيض القمل. وهو بشكلٍ عام يمكن رؤيته بسهولة في طبقات ملابس الشخص المصاب، وبشكلٍ خاص حول خط الخصر وتحت الإبطين. كما أن صؤبان قمل الجسم أحيانًا ما تتعلق بشعر الجسم. وهي بيضاوية الشكل ولونها غالبًا ما يتراوح بين الأصفر والأبيض. ويستغرق صؤبان قمل الجسم من أسبوعٍ إلى أسبوعين لكي يفقس.
2. و الحورية هي القملة غير مكتملة النضوج التي تفقس من الصؤابة (البيض). تشبه الحورية قملة الجسم البالغة، ولكنها أصغر حجمًا. تنضج الحوريات وتتحول إلى قملٍ بالغ بعد الفقس بحوالي ما يقرب من 9 إلى 12 يومًا. ولكي تعيش، يجب أن تتغذى الحورية على الدم.

وقملة الجسم# البالغة تكون في حجم بذرة السمسم، لها 6 أرجل ويصبغها لونٌ يميل للأبيض الرمادي. الأنثى تضع البيض. ولكي تعيش، يجب أن يتغذى القمل على الدم. وإذا انفصلت القملة عن الشخص الذي يحملها، تموت في درجة حرارة الغرفة.

## العلاج
ويتم علاج الإصابة بالقمل الجسدي عن طريق تحسين النظافة الشخصية للشخص المصاب، بما في ذلك ضمان التغيير المنتظم لملابس نظيفة (أسبوعيًا على الأقل). كما يجب أن يتم غسل ملابس الشخص المصاب، وفرشه، وفوطه بمياه ساخنة (لا تقل حرارتها عن 130 °ف أو 54 °م) ويتم تجفيفها آليًا باستخدام دورة ساخنة.
ويمكن أحيانًا معالجة الشخص المصاب باستخدام مبيد القمل (وهو دواء يقوم بقتل القمل)؛ ومع ذلك فإن المبيد غير ضروري بشكلٍ عام إذا ما تم الحفاظ على النظافة وتم غسل الأشياء بشكلٍ مناسب مرة أسبوعيًا على الأقل. ويجب استخدام مبيد القمل بالطريقة المشار إليها على الزجاجة بالضبط أو عن طريق الطبيب.
كما يمكن إبادة القمل أيضًا عمليًا عن طريق غلي جميع الملابس والفرش، أو غسلها في درجة حرارة مرتفعة. وتقوم درجة الحرارة التي تصل لـ130 °ف أو 54 °م لمدة 5 دقائق بقتل معظم القمل البالغ كما يمنع البيض من الفقس. وترك الملابس بغير غسيل، وبغير ارتداء، لمدة أسبوع كامل، أيضًا يتسبب في موت القمل والبيض.
وبالرغم من أن رش 10% من بودرة المبيد الحشري د.د.ت، أو 1% من مبيد الهوام مالاثيون، أو 1% من الـبيرميثرين، قد لا يكون عمليًا أو ممكنًا إلا أنه فعَّال.
شراب الـالإيفرمكتين الذي يؤخذ عن طريق الفم في الجرعة 12 ملغم في أيام 0، و7، و14 تم استخدامه في تجربة صغيرة على 33 شخصًا في مرسيليا، ولكنه لم يتسبب في الإبادة الكاملة، بالرغم من التناقص الملحوظ في عدد الطفيليات وأعداد الناس المصابة. وفي الوقت الحالي، لا يمكن التوصية بالإيفرمكتين بشكلٍ دوري لعلاج قمل الجسم.
الدواء، أو مبيدات الحشرات، أو حرق الملابس والفرش ليست ضرورية، لأن المشكلة من الممكن أن تحل مع الاستحمام اليومي، والتغيير والغسيل الأسبوعي (أو المتكرر) للملابس، والفرش، والفوط، إلخ. في مجفف ملابس ساخن.

## وصلات خارجية
- Body and head lice on the جامعة فلوريدا / IFAS Featured Creatures Web site
- Body Lice Originate from Head Lice, ScienceDaily.com